# 罗伯托·埃尔南德斯 (田径运动员)
罗伯托·埃尔南德斯（西班牙語：Roberto Hernández，1967年3月6日—2021年7月5日），古巴男子田径运动员。他曾代表古巴参加1992年和1996年夏季奥林匹克运动会田径比赛，其中1992年奥运会获得一枚银牌。